# Soufiane Aouragh
Soufiane Aouragh (Rotterdam, 8 februari 1991) is een Nederlands-Marokkaans voetballer die als middenvelder voor FC Dordrecht heeft gespeeld.
Aouragh speelde in de jeugd voor Spartaan '20, Sparta Rotterdam en FC Dordrecht. Hij speelde in totaal 14 wedstrijden in het betaalde voetbal voor Dordrecht. In het seizoen 2011/12 speelde hij bij LRC Leerdam. Daarna twee seizoenen voor VV Heerjansdam en in 2014 ging hij bij VV Rijsoord spelen..

## Carrière
| Seizoen | Club         | Wedstrijden | Doelpunten | Competitie     |
| ------- | ------------ | ----------- | ---------- | -------------- |
| 2009/10 | FC Dordrecht | 9           | 0          | Eerste divisie |
| 2010/11 | FC Dordrecht | 5           | 0          | Eerste divisie |